# Manouria impressa
La tortuga grabada (Manouria impressa) es una especie de tortuga terrestre de la familia Testudinidae que habita en las áreas de bosques de montaña del sudeste asiático: Birmania, sur de China, Tailandia, Laos, Vietnam, Camboya y Malasia. La especie se encuentra entre las tortugas más bonitas, con un caparazón de color marrón. Los adultos son mucho más pequeños que su pariente más cercana, la tortuga asiática de bosque (Manouria emys), con un tamaño máximo de 35 cm. 
Esta tortuga vive en grandes alturas, hasta 2.000 m. Su comportamiento es poco conocido, la dieta en la naturaleza puede consistir en gran parte de vegetales, setas y brotes de bambú. La especie es conocida por ser difícil de mantener viva en cautividad, a pesar de que su condición en la naturaleza es incierta, se consume ampliamente por la población local y la cría en cautividad se ha producido poco.  